# Поход султана Сулеймана против Сефевидов (1554–1555)
Поход султана Сулеймана против Сефевидов — поход, в основе которой лежит суть войны между султаном Селимом и шахом Исмаилом. Она началась в июне 1554 г. и продолжалась до мая 1555 г., ознаменовав собой заключительный этап войны, которая вновь активизировалась с 1532 г.

## Предыстория
Поход был по существу ответом на анатолийский поход армии Сефевидов в 1550-1552 гг. В ходе похода 1550-1552 годов победоносная армия Сефевидов захватила и разрушила Ван и Эрзурум. В конце июля 1554 года Османская империя бросила вызов империи Сефевидов на битву, за которой последовала фетва Ибн Камаля. Поход был III по Шербергеру и IV по Огтаю Эфендиеву в войне и находилась под личным командованием самого султана Сулеймана. Его помощником был Соколлу Мехмед-паша, заместитель Румели. Армия Сулеймана включала силы с Балкан. Проведя зиму 1553–1554 годов в Токате, войска с Балкан присоединились к армии султана в Сушерине в Алеппо в июне 1554 года. Силы с Балкан участвовали в походе до конца.

## Поход
Племя Махмуди, которое не подчинилось османам во время Ванского похода османов в 1548 году, до этого похода подчинялось империи Сефевидов. Однако они также подчинились османам в 1554 году. В 1554 году Абусууд, главный шейх Османской империи, издал фетву, в которой говорилось, что пленники Сефевидов могут быть обращены в рабство как немусульмане. В отличие от предыдущей практики, помимо порабощения, эта фетва позволяла продавать пленных Сефевидов в рабство. Эта фетва также запрещала порабощение детей Кызылбаша. Империя Сефевидов в ответ решила убить пленников, захваченных ими у Османской империи, вместо того, чтобы поработить их.
Османская армия была в меньшинстве по сравнению с армией Сефевидов, и хотя османская армия была лучше оснащена, у нее было очень мощное огнестрельное оружие, в то время как у последней почти не было сефевидской армии. Поэтому шах Тахмасиб избегал ожидаемого столкновения с главными силами врага и совершал сокрушительные атаки на дорогах, по которым должны были двигаться войска султана. Шах отступил на пастбища Базарчая (приток Аракса). По сообщению Искандар-бека Мунши, во время переезда султана в Нахчыван золотоголовые совершали внезапные набеги на османов на дорогах, предавали мечу отдельные отряды и брали в плен. По приказу шаха часть кызылбашей под предводительством Исмаил-мирзы, Масум-бека Сефеви и Шахгулу-халифа была отправлена в районы Ван и Востан, а другая часть - в Пасин под предводительством Султана Гусейна-мирзы (Бахрам сын Мирзы) и Шахверди Султан Зияд оглы. Целью этих рейдов было уничтожение тех мест на дороге, где противник мог отступить. Столкнувшись с острой нехваткой продовольствия, султан покинул Нахичевань, которую он заранее поджег, и вернулся в Эрзурум. Войска Кызылбаша (по данным Искандер-бея Мунши, около 40 000 человек) последовали за отступающими турками и вошли на османские территории. Кызылбаш разбил в бою большой отряд турок и взял в плен Синан-бея, одного из близких друзей турецкого султана. Недовольство измученных походом султанских войск росло. Конечно, самому султану и его приближенным приходилось считаться с настроением армии, а также с бесперспективностью их похода на Азербайджан. Поэтому Османская Турция согласилась начать мирные переговоры, на которых неоднократно настаивали Сефевиды.
Султан Сулейман-шах, не сумевший добиться успеха в сражениях и не сумевший укрепиться в захваченных им местах, объявил в своем письме шаху Тахмасибу, что, если Сефевиды не прекратят своих набегов на Анатолию, он пойдет на Ардебиль и уничтожит исконный гробницы Сефевидов. Но было ясно, что мощное Кызылбашское войско этого не допустит. В конце концов, обе стороны понесли большие потери и были вынуждены подписать мирный договор, ничего не выиграв.

## Итоги
По предложению Османской империи обе стороны начали мирные переговоры. Обе стороны смогли прийти к соглашению по земельным вопросам. По соглашению земли Азербайджана оставались в составе Сефевидской империи, в обмен на что Шах Тахмасиб согласился на передачу Ирака и Восточной Анатолии Османской империи. Паломникам из империи Сефевидов также было обещано, что им не будут препятствовать в посещении святых мест под властью Османской империи.
Сефевидско-османская война была на время остановлена этим соглашением, подписанным в Амасье и поэтому названным Амасийским миром.